# 新阿永
新阿永（法語：Aillon-le-Jeune，法語發音：[ajɔ̃ lə ʒœn]）是法国萨瓦省的一个市镇，与旧阿永相邻，属于尚贝里区。

## 地理
新阿永（45°37'5"N, 6°4'50"E）面积34.09 平方千米，位于法国奥弗涅-罗讷-阿尔卑斯大区萨瓦省，该省份为法国东部省份，历史上为薩伏依的一部分，北起上萨瓦省，西接伊泽尔省和安省，南部和东部与上阿尔卑斯省和意大利接壤。
与新阿永接壤的市镇（或旧市镇、城区）包括：旧阿永、莱代塞尔、埃科勒、圣雷娜、图瓦里、拉蒂勒。

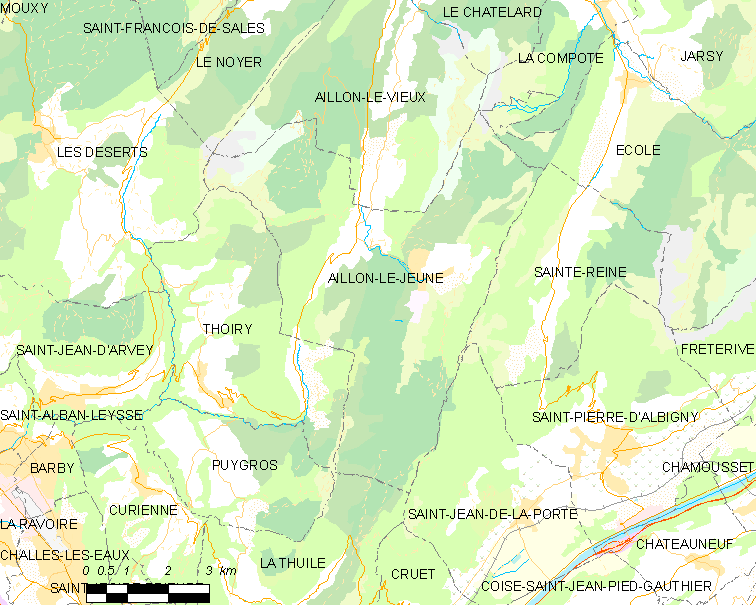
新阿永的OSM定位图

新阿永的时区为UTC+01:00、UTC+02:00（夏令时）。

## 行政
新阿永的邮政编码为73340，INSEE市镇编码为73004。

## 政治
新阿永所属的省级选区为圣阿尔邦莱斯县。

## 人口

1962-2008年间新阿永人口变化图示

新阿永于2022年1月1日时的人口数量为429人。